# Sociologia urbana

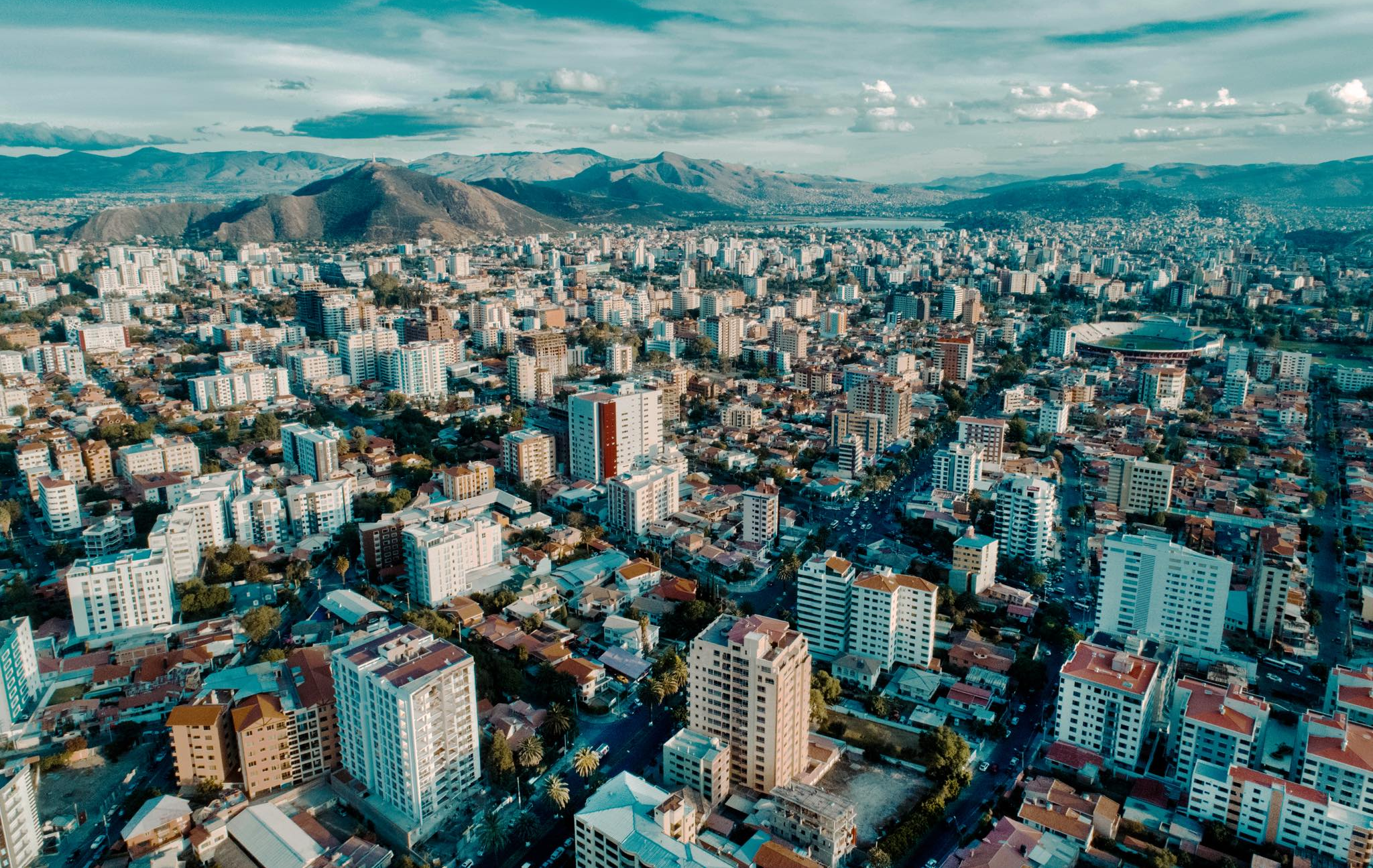
Ciutat de Cotxabamba a Bolívia.

La sociologia de l’urbanisme és un fil de recerca de la sociologia que es dedica a estudiar la societat dins l’espai artificial concebut per a fer-hi circular béns i idees dit ciutat. La sociologia urbana és doncs l'estudi de la societat en ciutat.
Els sociòlegs urbans se serveixen de l'anàlisi estadística, l'observació, la teoria social, les entrevistes, i altres mètodes com els treballs de camp, propis de les ciències socials, per a estudiar un ampli ventall de temàtiques concernents a la ciutat, incloses les tendències de migració i demografia, l'economia, la pobresa, les relacions interracials, les tendències econòmiques, etcètera.
Un dels problemes de la sociologia urbana és la definició del seu objecte d'estudi, ja que la urbanització pot referir-se, alhora, a les formes específiques d'organització humana i al seu correlat cultural, o cultura urbana. En síntesi, la urbanització pot entendre's com una manera de producció social de l'espai.
Els estudis acadèmics en sociologia urbana poden separar-se en dos grups: els marxistes i neo-marxistes, que conceben a la ciutat com un espai econòmic i social; i els seguidors de l'Escola de Xicago, que posen el focus en la distribució de l'espai en l'urbs. En detall, l'Escola de Sociologia de Xicago va combinar la teoria sociològica amb els estudis etnogràfics per a entendre com es desenvolupen els individus en els sistemes urbans i entre aquests.
Durant la Revolució Industrial, sociòlegs com Max Weber i Émile Durkheim es van centrar en la urbanització creixent de la vida social i en els efectes que va tenir sobre els sentiments d'alienació i anonimat de l'individu.
La sociologia urbana res relaciona ben sovint a la Revolució Industrial. Tanmateix, la preocupació per l'urbanisme és una qüestió ben antiga que retrobem al món occidental com oriental en èpoques com la formació de les ciutats gregues, egípcies o mesopotàmies.

## Objectiu d’estudi i marc teòric

### Etimologia i definició
Per a estudiar l'urbanisme cal primerament definir-lo. El terme és un derivat de la paraula urbà que segons el diccionari de l'Enciclopèdia Catalana vol dir “pertanyent a la ciutat” i per aquest motiu és “oposat a rural”.
L’urbanisme fa doncs referència a la ciutat de manera que per a definir-lo cal focalitzar-se en la ciutat i preguntar-se què és una ciutat.
La ciutat és un “espai artificial on s’activa una concentració d’habitants que intercanvia béns i idees” [trd.] (H. Marchal, 2007). És a dir, és un espai concebut, no és espontani. Està pensat matemàticament per a encabir-hi l’activitat comercial i industrial. No “s’hi produeixen aliments” [trd.] perquè no s’ha concebut per a aquesta finalitat i per aquest mateix motiu la ciutat fa visible una mà d’activitats professionals molt diferents al pagès, com ara “artesans, comerciants, escribes, funcionaris”, etc [trd.].
En aquest sentit no importa la mida perquè tot se centra en el nivell de burocratització, els espais reservats a la cosa pública i en la relació entre individu i administració.
La sociologia urbana o de l’urbanisme estudia doncs la cultura generada per aquest espai artificial ideat per a fer-hi circular idees, comerç i indústria mitjançant de cops un nivell de burocratització elevat que obliga a la construcció d’espais públics.

### Problemàtiques i conceptes d'estudi
Els temes d’interès, problemàtiques i conceptes que interessen tot sociòleg quan fa sociologia de l’urbanisme es poden resumir en dos principis enunciats per Henri Lefebvre:
- la ciutat és una projecció al terra de les relacions socials
- existeixen dos tipus de relacions envers l'espai, les d’apropiació (ex.: decoració, ocupació, propietat, barreres reals o simbòliques, etc) i les de dominació (regles d’higiene, de seguretat, normes administratives, de gestió, de promoció immobiliària, etc)

Amb temes d'interès esbossats, sociòlegs de tot sexe han proposat les seves pròpies definicions de ciutat en dos àrees: l'espai amb la ciutat i la natura amb la cultura.

#### Espai i societat
L’urbanisme s’ha definit com a trobada entre espai i societat. És el cas d’Y. Grafmeyer que concep la ciutat com un dinamisme relacional que entra en contacte amb un estatisme material per a formar una configuració física d’objectes que entren en relació amb una xarxa social.
La formulació de ciutat vista així ha estat recolzada per H. Lefebvre que prefereix parlar en termes d’habitabilitat i habitacionalitat.

#### Natura i cultura
R. Lechut posa l’accent sobre l’apropiació de la matèria dita ciutat per part dels seus utilitzadors. És a dir, posa en confrontació allò que és natural amb la cultura. D’aquesta manera la ciutat és una oposició entre allò natural i salvatge, que trobem a fora, i allò domesticat i civil, que és a dins.

### Historial de les recerques
Max Weber, Karl Marx, Émiles Durkheim o Georg Simmel han treballat sobre la ciutat i l'urbanisme. Els pioners de la sociologia han vist en la ciutat un símptoma de l'adveniment de la modernitat. Però, malgrat això, la ciutat neix a Mesopotàmia, més delimitadament a Uruk vora l'any -3000. És doncs incorrecte dir que sigui un símptoma de la modernitat, però encara i així les anàlisis de Max Weber foren d'allò més encertades.

#### Metròpoli (1882-1939)
Tot al llarg d'aquest període es diferencien dos tipus d'abordatges sobre la ciutat, una de positivista i una altra de marxista. La primera va ser promoguda per reformadors socials que varen estudiar la ciutat des de les seves vessants més negatives com ara la pobresa i les creixents desigualtats. La segona ja tenia una visió del tot dispar. Caldrà entendre aquesta segona dins una primera fase romàntica on s'hi planteja la síntesi entre cultura i civilització, així com dins una altra fase més historicista on s'analitza ja l'estil de vida del ciutadà urbà. Georg Simmel treu algunes conclusions interessants com la rebuda constant d'estímuls provoca una resposta angoixant per part de l'individu.
En aquesta primera etapa cal posar l'accent en els treballs primerencs que es fan als Països Catalans. La història de la recerca en l'àmbit de la sociologia urbana té un focus especial a la Penínsua ibèrica degut a treballs cabdals com els d'Ildefons Cerdà o Manuel Castells. Amoïnar-se per enir una ciutat que morfològicament correspongui a les expectatives de la ciutadania fa que es desenvolupi enormement la sociologia urbana.

#### Megàpoli (1939-1979
Després de la Segona Guerra Mundial la sociologia anglosaxona es distancia del romanticisme i prova amb el positivisme mentre que l'escola alemanya es desdiu de la racionalització per a adoptar una lectura més existencialista. L'interès general, però, és a estudiar les perifèries, barris més allunyats o universos multiculturals per a reprendre els termes de l'etnometodologia.
En efecte, a partir dels anys 1950 l'escola de Xicago s'interessa novament per la ciutat però sota un angle més etnològic. L'etnometodologia mira sobretot d'estudiar la ciutat mitjançant els microambients que s'hi formen. És a dir, etnòlegs de tot sexe confós s'adonen que durant molt de temps s'ha fet molta macrosociologia i ara era el cas per a canviar de perspectiva i proposar-se d'estudiar els universos multiculturals que poden existir en una ciutat.

#### Metàpoli (1979-2007)
A cap al final del segle XX la recerca replanteja el gruix d'estudis que s'havien fet sobre les ciutats i l'urbanisme. S'introdueix per primera vegada nocions de globalització. Manuel Castells en formarà part. Molts cops els estudis realitzats responien a una època determinada, però les societats canvien ràpidament i per aquest motiu hi ha un replantejament generalitzat sobre la literatura científica realitzada fins llavors.

## Estudis clàssics

### Marxisme
Per al corrent marxista la ciutat és una eina per a modelar la societat. És a dir, segons el marxisme el capital se serveix de la ciutat per a organitzar la societat com vol i degut a això potenciar les diferències i divisions. Això seria demostrable a través de l'existència d'uns barris pobres o populars i d'uns barris luxosos o de classe benestant.
La ciutat és "una simple realització de les polítiques estatals" [trd.] (H. Marchal, 2007) per al marxisme i com que l'estat és en mans de la burgesia, la ciutat es modela a favor del capital. Això imposa un ordre social que després és visible en els conflictes entre estat i població. Des d'aquest punt de vista la ciutat és un simple "suport passiu" [trd.] al servei del capital.
Si la lectura marxista tendeix a aquest determinisme, M. Castells a Espanya ressalta que la ciutat no és única i simplement un agent passiu al servei dels interessos capitalistes, és el reflex de l'ordre capitalista. És a dir, la ciutat no fa el ciutadà, és el capital qui el fa i la ciutat ho reflecteix.

### Sociologia comprensiva
El corrent comprensiu de la sociologia liderat per Max Weber va produir un lectura sociohistòrica de l'urbanisme. A través d'aquesta es pot dir que l'estat modern, és a dir, els estats que neixen durant la Revolució Industrial, són el fruït o l'embrió de les ciutats, poques, de l'edat mitjana.
Com és tradicional, Weber fa partir aquesta evolució del nord d'Europa. Diu que fou la llibertat d'associació de privats i la certa autonomia política de les ciutats medievals del nord allò que va donar l'empenta per a modelar la ciutat de tal forma que avui representa una racionalització formal de la burocràcia estatal.
La ciutat contemporània permet d'aquesta manera desenvolupar el capital i al mateix temps dona ales a la burocràcia estatal per a imposar-se a la població. De fet, el mateix cosmopolitisme que existeix normalment a tota ciutat seria el resultat d'aquesta configuració. El fet de tenir diverses activitats promogudes per l'associació lliure privada, possibilita igualment la convivència de diferents maneres de veure i d'ésser.

### Estructuralisme
Per a Durkheim la morfologia física de tota ciutat condiciona l'acció col·lectiva i l'acció individual dels qui hi viuen. Així mateix s'ha mirat de demostrar amb força èxit com la configuració de les ciutats condiciona el caràcter i fins i tot les cosmovisions de la població. D'alguna manera la morfologia física de la ciutat construirà una morfologia social.
Les ciutats no són doncs indrets neutrals. La manera com s'han concebut, la divisió i distribució de la població per grups, la forma mateixa com es distribueix el lleure o com la burocratització estatal s'hi fa present, tot d'elements que condicionen l'ésser de la població.

## Estudis moderns

### Funcionalisme
L'escola de Xicago ha trobat una gran rebuda pels seus treballs en el camp de l'urbanisme. Georg Simmel ha estat l'un dels pioners a dur-los a terme. Segons l'autor la ciutat contemporània produeix una societat de gent lliure que potencia la seva personalitat, però contradictòriament també fa d'aquesta gent, població alienada i, per tant, subratlla la seva vessant impersonalista. La ciutat reflecteix amb tot això el sistema econòmic i institucional que la genera.

### Etnometodologia
L'escola de Xicago també ha fet veure com les ciutats són d'alguna forma un ordre ecològic. Serien un mosaïc de sub-comunitats que conviuen. Això és degut a l'establiments de barris culturals de forma general. Tota ciutat funciona a mode de cercle.
Un primer cercle cèntric o nucli concentra l'activitat econòmica més important amb els transports, bancs, etc. Un segon cercle que s'afegeix als voltants d'aquest cercle cèntric es nodreix de població que no vol pertànyer al nucli ni vol generar ja una perifèria de dormitori. És el cercle transitori que dona peu a un cercle més, on la classe mitjana hi treballa i habita. El darrer cercle acumularia tot el dormitori i constitueix sovint la perifèrie.
Aquesta morfologia de la ciutat seria el resultat de la competició, domini, conflicte i simbiosi que estableix la vida en comunitat dins el marc del capitalisme. I, finalment, les migracions no fan altra cosa que alterar en postiu l'ecosistema de tota ciutat perquè per a adaptar-s'hi de cops necessita modificar-ne alguns hàbits.

#### Marcador de la identitat
Per a L. Wirth (1938) la ciutat és un marcador de la nostra identitat.
Tres variables influeixen en la construcció urbana:
- el nombre d'habitants
- la densitat de població
- l'heterogeneïtat dels seus individus i activitats

Cadascun d'aquest ítems tendeix a crear la ciutat perquè són l'origen de la substitució de la solidaritat per la competició o de l'individualisme mateix.

### Globalisme
La tendència des dels anys 2000 és entendre que les ciutats prenen cada cop més pes dins la globlització. L'estat ja no aconsegueix exercir el mateix rol d'autoritat i a la pràctia és a la ciutat i les seves institucions que instauren les noves dinàmiques de cohesió social. La identaitat, de fet, tendeix a ser més globalista i al mateix temps menys nacional en termes d'una identificació més localista. Aquests estudis tenen això no obstant la seva contrapartida perquè malgrat la importància que les ciutats generen en començar el segle XXI, on més de la meitat de la població del món viu per primera vegada a la ciutat, l'estat continua tenint un pes immesurable per al tarannà del ciutadà. Les conclusions són potser molt deterministes a l'hora de revertir la importància de l'estat a favor de la ciutat.

### Rols de gènere
L'espai de la dona a la ciutat també ha fet objecte de recerques. En haver-se reglat durant molt de temps a la llar on suposadament la dona havia de cuidar-hi els fills mentre l'home podia sortir de casa per a guanyar-se el pa i portar diners a casa per a mantenir la família, la ciutat gairebé que ha estat concebuda per a i per homes. La dona ha estat exclosa de l'espai públic i això ens visibilitza un sistema patriarcal on la superestructura deixa a la dona una rol secundari dins la societat.

## Models urbans
La planificació urbana ha de considerar la seva estructura física i simbòlica. Aquestes són les conclusions generals de tota recerca sociològica en el camp de la ciutat i l'urbanisme. Per això mateix la ciutat ha tingut diversos models des d'on concebre-la. Sabem, per exemple, que els corredors curts permetran facilitar l'accés dels individus als espais, sense que això involucri les diferències culturals o socials. Les vores que delimiten les zones a la ciutat no només la capacitat d'establir un dins i un a fora, si no que en diferents llocs i contextos, tindran la possibilitat de vincular un lloc a un altre. Sense considerar tot plegat l'espai tendeix a fragmentar-se.
Existeixen dos models antagònics que generalitzen els models urbans a simple vista: el model de la ciutat difusa i el de la ciutat compacta.

### La ciutat difusa
Si comencem per la ciutat difusa, veiem com es caracteritza per la dispersió de les funcions del seu espai. Una configuració així tendeix a l'individualisme ja que pot donar a l'exclusió, tot fent de la llar l'únic espai social. Això es veu reflectit en què cada àrea està separada d'una altra, per la qual cosa aquestes divisions impliquen separacions considerables. Llocs com les universitats, les àrees industrials, les residències i els comerços, etc, en trobar-se separats, implica una necessitat de mobilitat per als individus. Tot això deriva en carreteres i vies d'ús tensionades i denses. És a dir, una ciutat difusa dispersa les funcions de cada activitat econòmica a parts de la ciutat, fet que aïlla gruixos d'habitants d'uns altres i el transport juga en aquest cas un paper molt important de connexió, però no aconsegueix pas un efecte contrari a l'aïllament social que produeix una ciutat d'aquest tipus (Rueda, 2002).

### La ciutat compacta
D'altra banda, està la ciutat compacta i es caracteritza visualment per la densificació d'edificis i una estructura a quadres, és a dir, una estructura en quadrícula on els carrers són paral·lels i horitzontals. A diferència de la ciutat difusa, la ciutat compacta té una millor accessibilitat i està menys pensada per a un accés en vehicle, més aviat per a vianants. A la ciutat difusa les distàncies són més llargues i, per tant, hi ha un major ús de l'automòbil. En resum la ciutat compacta ubica les àrees de tal manera que no calgui grans distàncies i es pugui accedir a tot mitjançant la caminada. Comerços, indústria, àrees verdes, etc, tot estaria disenyat per a donar forma a un compacte que permet l'accés fàcil i potser també força instantani a cada àrea econòmica.

### Altres models de ciutat
Per tal de tenir una explicació més clara es parla sovint de ciutat pasta de fullada per a referir-se a uns 12 models de ciutat que conflueixen entre ells dins una cronologia sociohistòrica.
Són els següents models: 
- la ciutat de la disciplina,
- la ciutat planificada,
- la ciutat post-històrica,
- la ciutat global,
- la ciutat dual,
- la ciutat de l'espectacle,
- la ciutat sostenible,
- la ciutat com a naturalesa,
- la ciutat dels cossos,
- la ciutat viscuda,
- la ciberciutat,
- la ciutat xip.

En aquest apartat ens estendrem únicament en les principals.

#### La ciutat global
Aquest model es caracteritza per l'especialització del treball amb la creació d'una reorganització en base a l'activitat econòmica. Això divideix la ciutat en sectors de producció: industrial, treball d'oficina i sector financer.
Provoca que hi hagi una divisió entre el centre i la perifèria de la ciutat, per la qual cosa l'activitat del ciutadà es concentra més en el centre. la perifèria queda més exclosa, cosa que dona lloc a noves formes d'organització.

#### La ciutat espectacle
Es designa d'aquesta manera el tipus de ciutat que sorgeix a mitjan segle xx, principalment als EUA. Es tracta d'anar col·locant atraccions a cada racó per tal que s'hi pugui desenvolupar l'economia. Quan es parla d'atracció, es fa referència a l'entreteniment. Disneyland o Las Vegas, sobretot la segoan, són exemples de ciutat espectacle.

#### La ciutat sostenible
La ciutat sostenible en principi és una proposta de ciutat més que una realitat. Sorgeix al principi del segle XXI i vol construir una morfologia de ciutat que estigui al servei del ciutadà i no generi impacte negatiu sobre el medi ambient.